# 27e sessie van de Commissie voor het Werelderfgoed

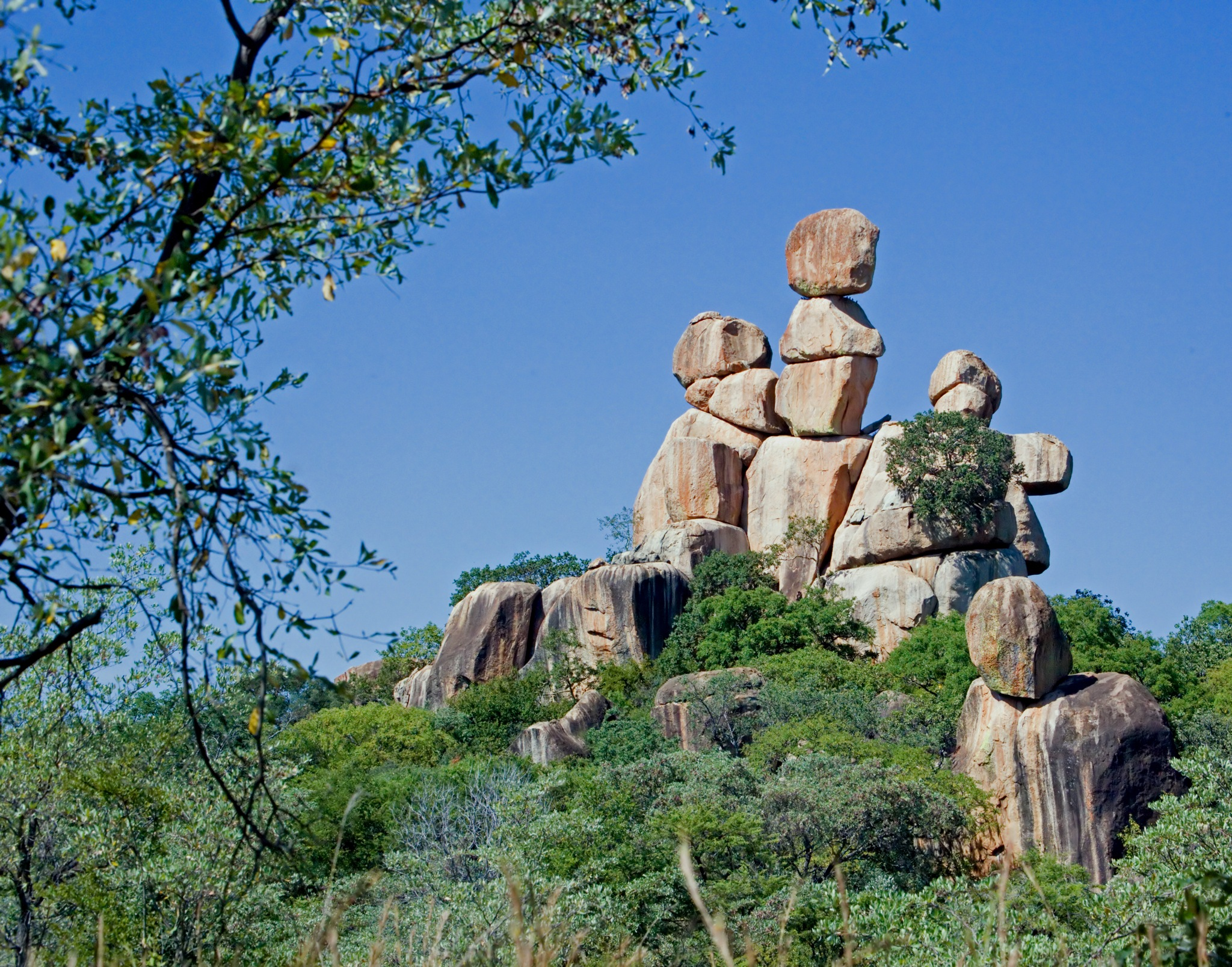
Matoboheuvels in Zimbabwe

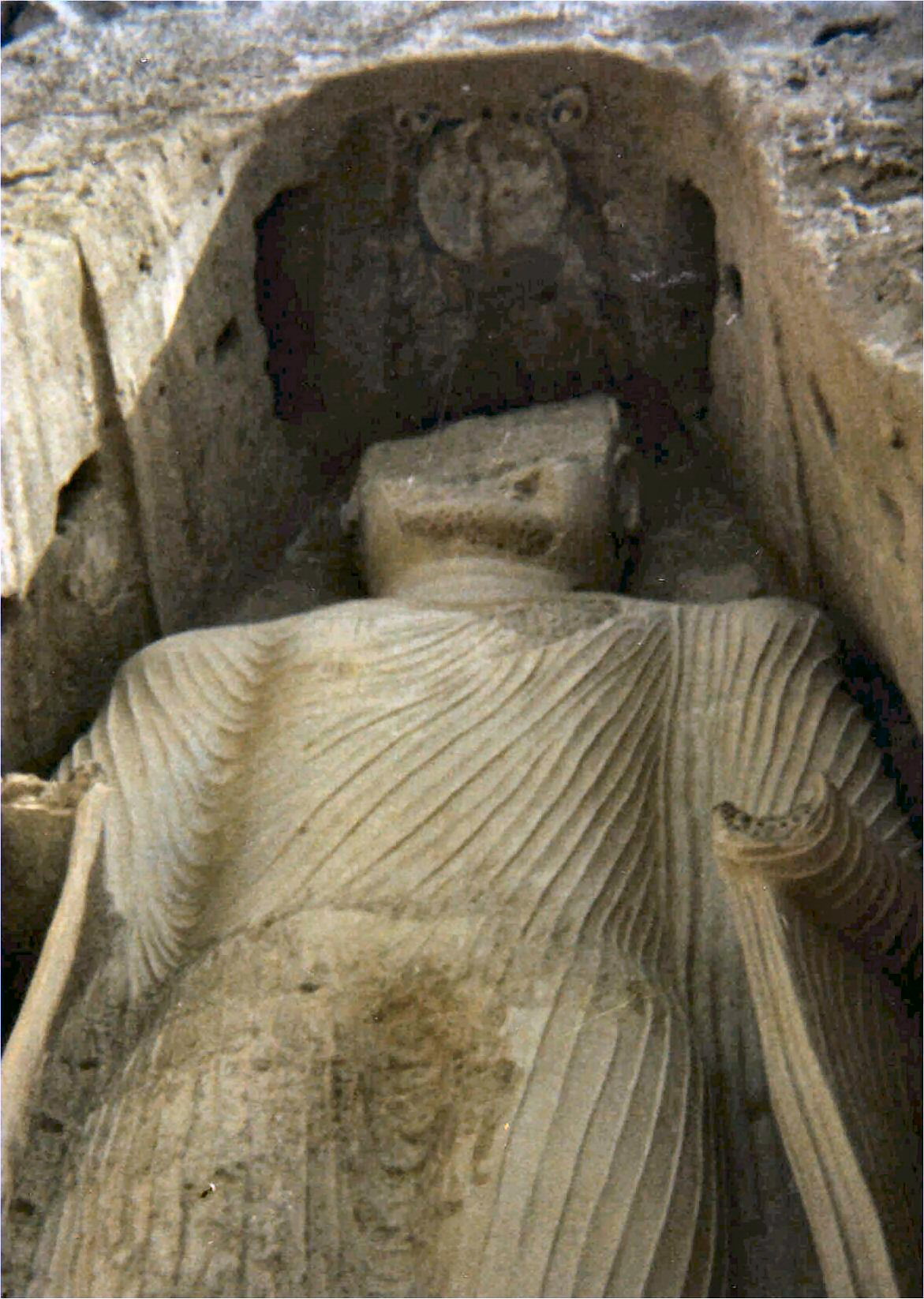
Cultuurlandschap en archeologische ruïnes van de Bamiyanvallei in Afghanistan

De 27e sessie van de Commissie voor het Werelderfgoed vond van 30 juni tot 5 juli 2003 plaats in Parijs in Frankrijk. Er werden 24 nieuwe locaties aan de lijst toegevoegd. Op de rode lijst werden er vijf toegevoegd en drie verwijderd.

## Nieuw erkend erfgoed in 2003

### Cultuurerfgoed
- Afghanistan: Cultuurlandschap en archeologische ruïnes van de Bamiyanvallei
- Argentinië: Quebrada de Humahuaca
- Chili: Historische wijk van de havenstad Valparaíso
- Gambia: James Island en verwante gebieden
- India: Rotsschuilplaatsen van Bhimbetka
- Irak: Assur (Qal'at Sherqat)
- Iran: Takht-E Soleyman
- Iran: Pasargadae
- Israël: Witte stad van Tel Aviv -The Modern Movement
- Italië: Heilige bergen (Sacri Monti) van Piëmont en Lombardije
- Kazachstan: Mausoleum van Hodja Ahmed Yasawi
- Mexico: Franciscaanse missieposten in de Sierra Gorda van Querétaro
- Polen: Houten kerken van zuidelijk Klein-Polen
- Rusland: Citadel, oude stad en vestingwerken van Derbent
- Soedan: Gebel Barkal en de gebieden van de regio Napata
- Spanje: Monumentale renaissance-ensembles van Úbeda en Baeza
- Tsjechië: Joodse wijk en Sint-Procopiusbasiliek in Třebíč
- Verenigd Koninkrijk: Koninklijke botanische tuinen, Kew Gardens
- Zimbabwe: Matoboheuvels
- Zuid-Afrika: Cultuurlandschap Mapungubwe

### Natuurerfgoed
- Australië: Nationaal park Purnululu[2]
- China: Beschermd Drie Parallelle Rivieren-gebied in Yunnan[3]
- Italië / Zwitserland: Monte San Giorgio (uitgebreid in 2010)
- Mongolië / Rusland: Uvs Nuur-bekken
- Vietnam: Nationaal Park Phong Nha-Ke Bang

1977 · 
1978 · 
1979 · 
1980 · 
1981 · 
1982 · 
1983 · 
1984 · 
1985 · 
1986 · 
1987 · 
1988 · 
1989 · 
1990 · 
1991 · 
1992 · 
1993 · 
1994 · 
1995 · 
1996 · 
1997 · 
1998 · 
1999 · 
2000 · 
2001 · 
2002 · 
2003 · 
2004 · 
2005 · 
2006 · 
2007 · 
2008 · 
2009 · 
2010 · 
2011 · 
2012 · 
2013 · 
2014 · 
2015 · 
2016 · 
2017 · 
2018 · 
2019 · 
2020-2021 ·
2022-2023 ·
2024 ·
2025